# Cecilia Valdés
Cecilia Valdés jest zarzuelą (rodzaj hiszpańskiej operetki) w dwóch aktach. Muzyka Gonzalo Roig'a do libretta Agustin Rodriguez'a i José Sanchez-Arcillii na podstawie powieści (o tym samym głównym tytule) Cirilo Villaverde'go.
Cecilia Valdés miała swoją prapremierę w Hawanie w 1932 roku. Dotyczy przesądów rasowych wewnątrz społeczeństwa kubańskiego pod panowaniem kolonizatorów hiszpańskich w pierwszej połowie XIX wieku. 
Cecilia Valdés miała też swoją polską prapremierę na scenie Opery Leśnej w Sopocie dnia 16 lipca 1973 roku, wystawiona tam przez Teatr Muzyczny w Gdyni im. Danuty Baduszkowej, w specjalnie na tę okazję poszerzonym zespole z udziałem dodatkowych wykonawców zaproszonych z Kuby, Maria Fołtyn reżyserowała.